# Juan Martinez de Murillo
Juan Martinez de Murillo, le cardinal de Montearagón, né à Murillo, Espagne, et mort  en novembre 1420 à Rome, est un cardinal espagnol, créé par l'antipape d'Avignon Benoît XIII. Il est membre de l'ordre des cisterciens.

## Biographie
Martinez de Murillo est abbé de l'abbaye de Montearagón. Il est créé  cardinal au consistoire du 22 septembre 1408 par Benoît XIII. En 1415 il quitte l'obédience de Benoît XIII, qui le  dépose. 
Martinez  ne participe pas au conclave de 1417, lors duquel Martin V est élu, mais le nouveau pape l'accueille au sein de son sacré-collège en 1418.